# Dolina Spismichałowa

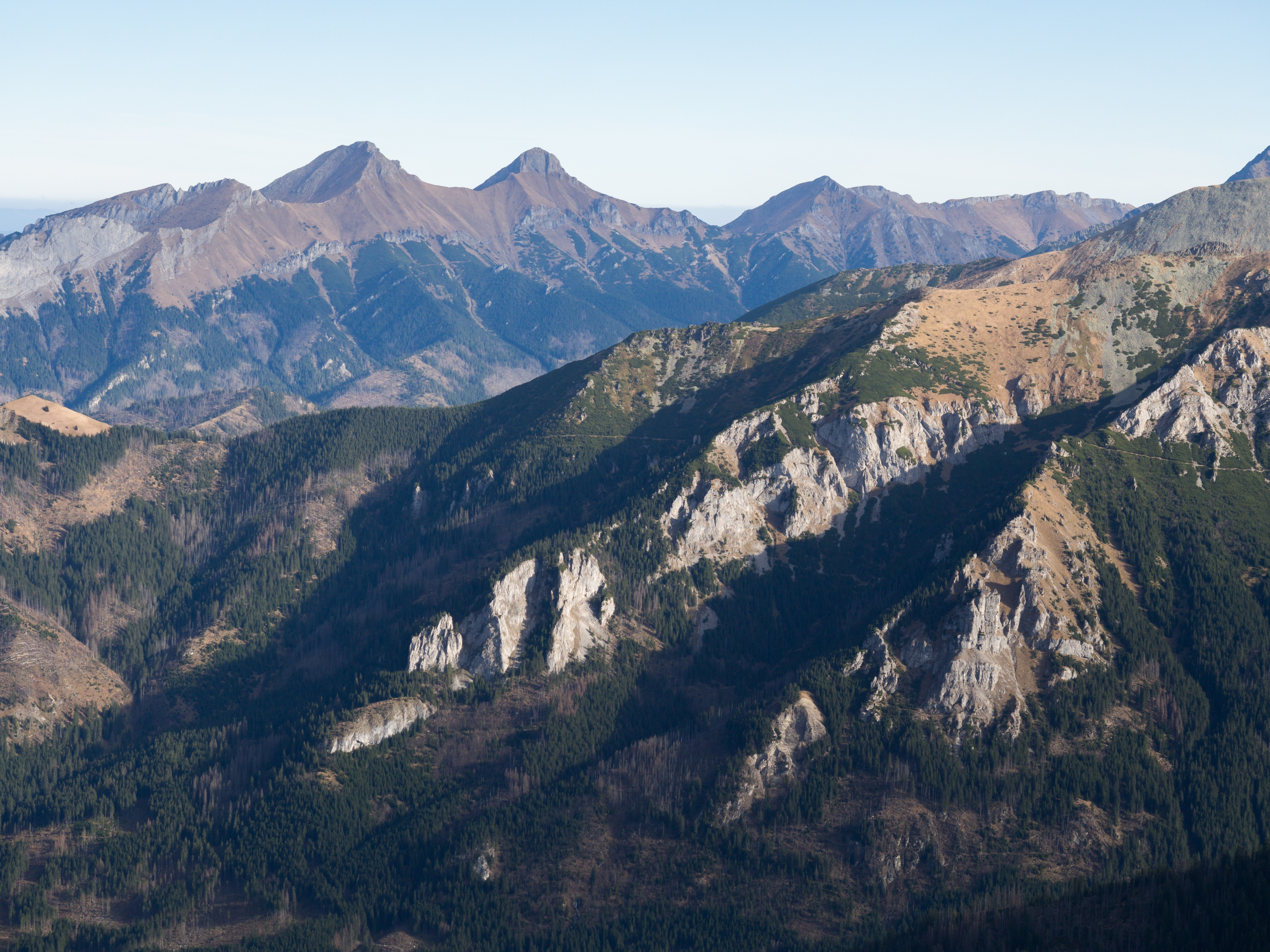
Dolina Spismichałowa – widok od zachodu, w oddali Tatry Bielskie

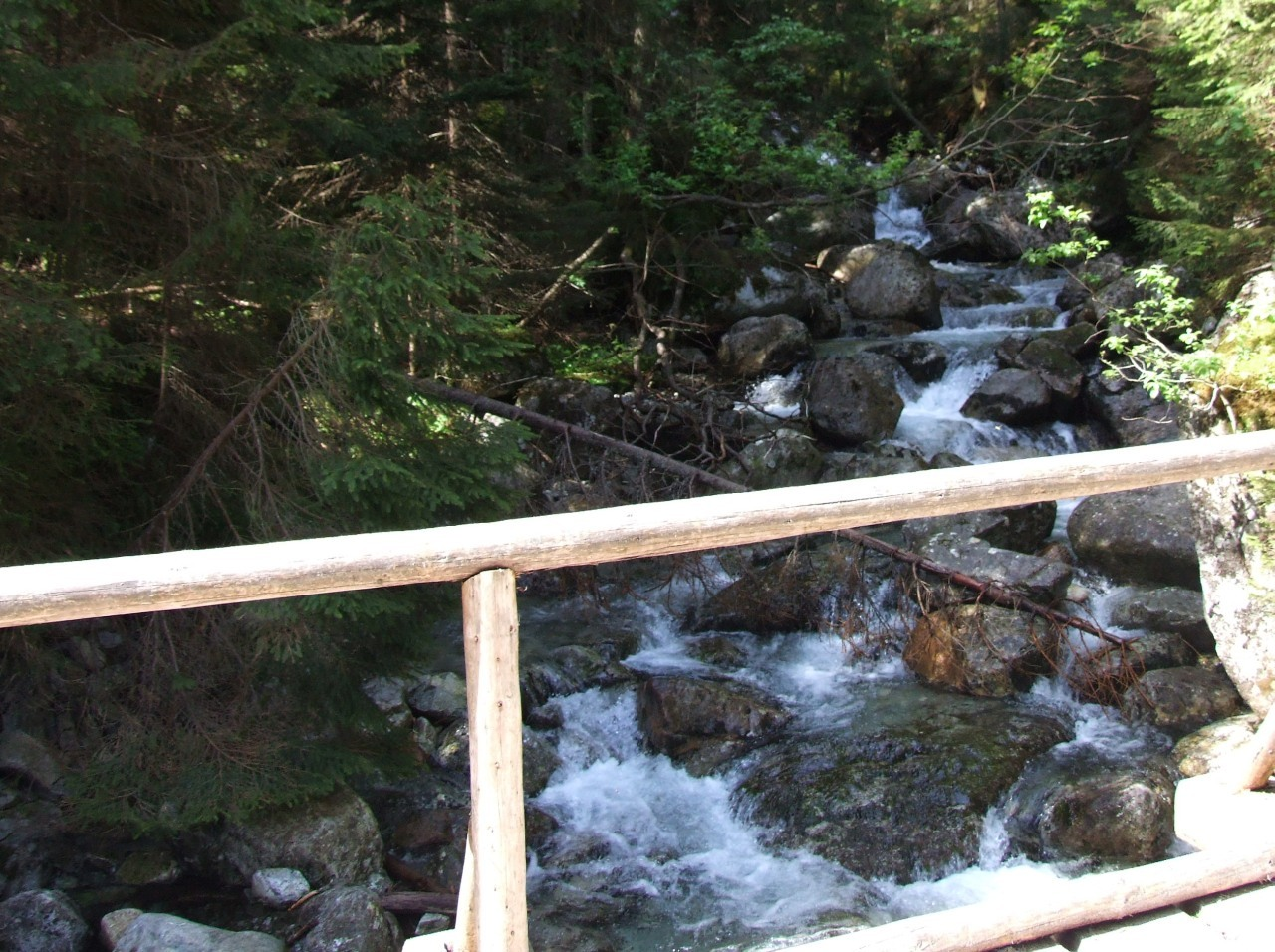
Spismichałowy Potok – główny ciek wodny Doliny Spismichałowej

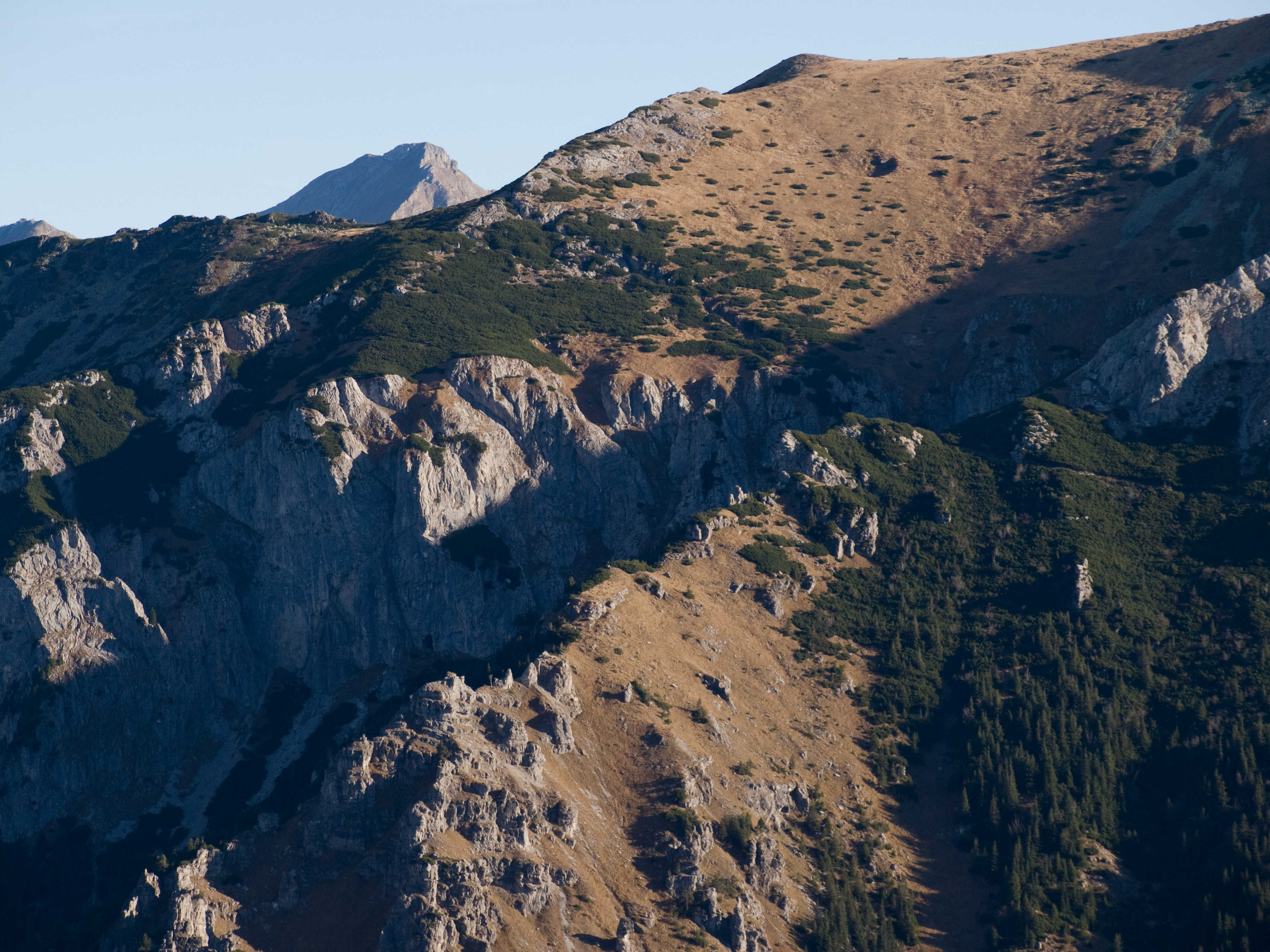
Horwacki Wierch, a poniżej jego Dolina Spismichałowa

Dolina Spismichałowa (słow. Spismichalova dolina, Michalova dolina, niem. Spießmichelgrund, Spitzmichels Grund, Michels Grund) – wschodnia odnoga Doliny Białej Wody (Bielovodská dolina) o długości ok. 1,5 km znajdująca się w słowackiej części Tatr Wysokich.

## Topografia
Dolina Spismichałowa graniczy:
- od południowego wschodu z Litworowym Żlebem (Litvorový žľab) – oddzielona granią zwaną Zamkami odchodzącą na północny zachód od wierzchołka Spismichałowej Czuby (Zámky),
- od północy z doliną Rozpadliną (Rozpadliny) – oddzielona północno-zachodnią granią Horwackiego Wierchu (Horvátov vrch),
- od wschodu z Doliną Szeroką (Široká dolina) – oddzielona fragmentem północno-zachodniego ramienia Szerokiej Jaworzyńskiej (Široká),
- od zachodu z główną osią Doliny Białej Wody.

## Opis
Dolina Spismichałowa stanowi pierwszą od północy wschodnią odnogę Doliny Białej Wody. Jest wyżłobiona w wapieniach, występują w jej obrębie liczne twory pochodzenia krasowego, m.in. leje krasowe, które dochodzą do 20 m średnicy i 12 m głębokości. W jej północnej części, popod północno-zachodnią granią Horwackiego Wierchu, znajduje się widoczna z daleka Jaskinia Spismichałowa (Spismichalova jaskyňa), której otwór wlotowy znajduje się na wysokości ok. 1650 m n.p.m. W masywie Horwackiego Wierchu położona jest też jaskinia Cień Księżyca (Mesačný tieň). Została odkryta 26 czerwca 2004 r. i po zaledwie kilku latach eksploracji stała się najdłuższą jaskinią w Tatrach z 30,5 km poznanych korytarzy (stan na październik 2012). Ma co najmniej 451 m głębokości.
Głównym ciekiem wodnym Doliny Spismichałowej jest Spismichałowy Potok (Michalov potok), który na wysokości ok. 1077 m wpada do Białej Wody (Biela voda) jako jej orograficznie prawy dopływ. Przez Dolinę Spismichałową nie biegną żadne znakowane szlaki turystyczne, ponadto znajduje się ona na obszarze ochrony ścisłej.

## Nazewnictwo
Pochodzenie nazwy Doliny Spismichałowej nie jest ostatecznie ustalone. Nazwa ta pochodzi najprawdopodobniej od imienia i nazwiska Michała Spisa. Michał Spis był znanym kupcem, rajcą krakowskim i wójtem nowotarskim, a z pochodzenia był Węgrem urodzonym w mieście Eger. Od roku 1524 prowadził on prace górnicze po południowej stronie Tatr, na terenach starostwa spiskiego. Jego kopalnie znajdowały się właśnie w odgałęzieniu Doliny Białej Wody, pod Zamkami. Natomiast według opowiadań górali z Jurgowa i Rzepisk nazwa Doliny Spismichałowej pochodzi od legendy o pasterzu Michale, którego to zaskoczyła tatrzańska zima i zamarzł podczas pilnowania swoich owiec. Po kilku dniach siedzącego i zamarzniętego Michała znalazła matka i zapytała „Śpis, Michale, śpis?”.

## Historia
Dolina Spismichałowa, podobnie jak sąsiednie doliny, należała do dóbr jaworzyńskich i stanowiła tereny myśliwskie. Turyści zaglądali do niej bardzo rzadko, a istniejące w jej obrębie ścieżki były zbudowane dla celów myśliwskich.